# Lasiodora dolichosterna
Lasiodora dolichosterna är en spindelart som beskrevs av Cândido Firmino de Mello-Leitão 1921. 
Lasiodora dolichosterna ingår i släktet Lasiodora och familjen fågelspindlar. Inga underarter finns listade i Catalogue of Life.